# Neuropeptidni FF receptor 1
Neuropeptidni FF receptor 1 (NPFF1) je humani protein kodiran  genom.

## Literatura
1. ↑  „Entrez Gene: NPFFR1 neuropeptide FF receptor 1”.

## Dodatna literatura
- Bonini JA; Jones KA; Adham N;  . (2001). „Identification and characterization of two G protein-coupled receptors for neuropeptide FF.”. J. Biol. Chem. 275 (50): 39324—31. PMID 11024015. doi:10.1074/jbc.M004385200.
- Hinuma S; Shintani Y; Fukusumi S;  . (2000). „New neuropeptides containing carboxy-terminal RFamide and their receptor in mammals.”. Nat. Cell Biol. 2 (10): 703—8. PMID 11025660. doi:10.1038/35036326.

## Spoljašnje veze
- „Neuropeptide FF Receptors: NPFF1”. IUPHAR Database of Receptors and Ion Channels. International Union of Basic and Clinical Pharmacology. Архивирано из оригинала 03. 03. 2016. г.